# Boston Society of Film Critics Award per la migliore attrice non protagonista
Il Boston Society of Film Critics Award per la migliore attrice non protagonista (BSFC Award for Best Supporting Actress) è un premio assegnato annualmente dal 1980 dai membri del Boston Society of Film Critics alla miglior interprete femminile non protagonista di un film distribuito negli Stati Uniti nel corso dell'anno.

## Albo d'oro

### Anni 1980
- 1980: Mary Steenburgen - Una volta ho incontrato un miliardario (Melvin and Howard)
- 1981: Mona Washbourne - Stevie
- 1982: Jessica Lange - Tootsie
- 1983: Linda Hunt - Un anno vissuto pericolosamente (The Year of Living Dangerously)
- 1984: Peggy Ashcroft - Passaggio in India (A Passage to India)
- 1985: Anjelica Huston - L'onore dei Prizzi (Prizzi's Honor)
- 1986: Dianne Wiest - Hannah e le sue sorelle (Hannah and Her Sisters)
- 1987: Kathy Baker - Street Smart - Per le strade di New York (Street Smart)
- 1988: Joan Cusack - Una vedova allegra... ma non troppo (Married to the Mob), Un gentleman a New York (Stars and Bars) e Una donna in carriera (Working Girl)
- 1989: Brenda Fricker - Il mio piede sinistro (My Left Foot: The Story of Christy Brown)

### Anni 1990
- 1990: Jennifer Jason Leigh - Miami Blues e Ultima fermata Brooklyn (Last Exit to Brooklyn)
- 1991: Mercedes Ruehl - La leggenda del re pescatore (The Fisher King)
- 1992: Judy Davis - Mariti e mogli (Husbands and Wives) e Monteriano - Dove gli angeli non osano metter piede (Where Angels Fear to Tread)
- 1993: Rosie Perez - Fearless - Senza paura (Fearless)
- 1994: Kirsten Dunst - Intervista col vampiro (Interview with the Vampire) e Piccole donne (Little Women)
- 1995: Joan Allen - Gli intrighi del potere - Nixon (Nixon)
- 1996: Courtney Love - Larry Flynt - Oltre lo scandalo (The People vs. Larry Flynt)
- 1997: Sarah Polley - Il dolce domani (The Sweet Hereafter)
- 1998: Joan Allen - Pleasantville
- 1999: Chloë Sevigny - Boys Don't Cry

### Anni 2000
- 2000: Frances McDormand - Quasi famosi (Almost Famous) e Wonder Boys
- 2001: Cameron Diaz - Vanilla Sky
- 2002: Toni Collette - The Hours e About a Boy - Un ragazzo (About a Boy)
- 2003: Patricia Clarkson - Schegge di April (Pieces of April) e Station Agent (The Station Agent)
- 2004: 
  - Sharon Warren - Ray
  - Laura Dern - I giochi dei grandi (We Don't Live Here Anymore)
- 2005: Catherine Keener - 40 anni vergine (The 40 Year Old Virgin), Truman Capote - A sangue freddo (Capote) e La storia di Jack & Rose (The Ballad of Jack and Rose)
- 2006: Shareeka Epps - Half Nelson
- 2007: Amy Ryan - Gone Baby Gone
- 2008: Penélope Cruz - Vicky Cristina Barcelona
- 2009: Mo'Nique - Precious

### Anni 2010
- 2010: Juliette Lewis - Conviction
- 2011: Melissa McCarthy - Le amiche della sposa (Bridesmaids)
- 2012: Sally Field - Lincoln
- 2013: June Squibb - Nebraska
- 2014: Emma Stone - Birdman
- 2015: Kristen Stewart - Sils Maria (Clouds of Sils Maria)
- 2016: Lily Gladstone - Certain Women
- 2017: Laurie Metcalf - Lady Bird
- 2018: Regina King - Se la strada potesse parlare (If Beale Street Could Talk)
- 2019: Laura Dern - Storia di un matrimonio (Marriage Story)

### Anni 2020
- 2020: Yoon Yeo-jeong – Minari
- 2021: Jessie Buckley – La figlia oscura (The Lost Daughter)[2][3]
- 2022: Kerry Condon – Gli spiriti dell'isola (The Banshees of Inisherin)[4][5][6]
- 2023: Da'Vine Joy Randolph – The Holdovers - Lezioni di vita (The Holdovers)[7][8]
- 2024: Danielle Deadwyler – The Piano Lesson